# Chloortrifluoretheen
Chloortrifluoretheen (CTFE) is een onverzadigde chloorfluorkoolstofverbinding met als brutoformule C2ClF3. Het is bij normale temperatuur en druk een gas.

## Synthese
Chloortrifluoretheen wordt bereid uit 1,1,2-trichloortrifluorethaan (CFC-113) door afsplitsing van chloor. Dit gebeurt door reactie met zinkpoeder in een oplosmiddel (methanol):
{\displaystyle {\ce {C2F3Cl3 + Zn -> C2F3Cl + ZnCl2}}}

## Toepassingen
Chloortrifluoretheen polymeriseert gemakkelijk. Polychloortrifluoretheen (PCTFE) heeft, zoals andere fluorhoudende polymeren als polytetrafluoretheen, een goede chemische bestendigheid (inert). Het heeft ook een hoge impactsterkte, is goed mechanisch bewerkbaar en kan bij zeer lage temperaturen gebruikt worden (tot ongeveer −240 °C). Het wordt voor speciale toepassingen gebruikt, zoals pompen, compressoren, afdichtingen, films of machineonderdelen die een goede chemische weerstand moeten hebben of bij zeer lage temperaturen gebruikt moeten worden.
Het copolymeer van chloortrifluoretheen met etheen is ECTFE (etheen-chloortrifluoretheen-copolymeer). Het is een kristallijn, thermoplastisch polymeer met uitstekende chemische en corrosieweerstand. Het kan gebruikt worden tot 149 °C. Het heeft een zeer lage doorlaatbaarheid voor vloeistoffen, gassen en dampen. Toepassingen zijn onder andere leidingen, onderdelen van pompen en kleppen, of de binnenbekleding van tanks voor chemische stoffen waaronder zuren, basen en organische oplosmiddelen. ECTFE is verwant en vergelijkbaar met ETFE (etheen-tetrafluoretheen copolymeer).
Telomeren, dit zijn vloeibare, laagmoleculaire polymeren van chloortrifluoretheen, worden gebruikt als speciale hydraulische vloeistof, smeerolie of oplosmiddel. Ze zijn niet ontvlambaar en corrosiebestendig.

## Eigenschappen
Chloortrifluoretheen is een licht ontvlambaar gas. Het is zwaarder dan lucht, en kan ermee een explosief mengsel vormen. Bij verhoogde temperatuur is het onstabiel en ontleedt het, waarbij giftige en corrosieve stoffen ontstaan, onder andere zoutzuur en waterstoffluoride.
De kritische temperatuur en kritische druk zijn 105,8 °C en 40,6 bar.
Aangezien chloortrifluoretheen spontaan kan polymeriseren, moet er een polymerisatie-inhibitor aan toegevoegd worden voor opslag of transport.